# Asdruk
De asdruk is dat deel van het gewicht van een voertuig dat via de wielen van één as op de ondergrond wordt overgebracht. Als een as gelden alle wielen die naast elkaar zijn gemonteerd. Dit laatste staat los van de vraag of de as van de linker wielen fysiek dezelfde is als die van de rechter. De voorwielen van een auto hebben namelijk ieder hun eigen as, maar voor de asdruk tellen ze als een.
Asdruk is geen statisch gegeven van een voertuig. Ze hangt ook af van de belading en de verandering in beweging: zie dynamische aslastverplaatsing.

## Voertuigen
Bij voertuigen is de asdruk belangrijk omdat deze druk (mede)bepalend is voor de kracht die door wielen aan de as op de weg uitgeoefend kan worden. Is de asdruk van de aangedreven wielen te laag dan zullen deze wielen kunnen gaan slippen, en het voertuig dus niet van zijn plek komen. Is de asdruk van de sturende (voor)wielen te laag dan wordt het voertuig onbestuurbaar. De vergelijking voor de wrijvingskracht is hier van toepassing:
Fwrijving = C * Fnormaal
Dit wil zeggen: de wrijvingskracht is gelijk aan een constante maal de normaalkracht. De normaalkracht is gelijk aan de wieldruk, voor de meeste voertuigen dus de halve asdruk. Het gewicht van locomotieven voor goederentreinen is een praktisch uitvloeisel van deze relatie.

Nederlands verkeersbord dat aslast boven de 4.8 ton verbiedt

## Wegen
Voor de constructie van een weg is de wieldruk belangrijk. Het oppervlak van de weg moet in staat zijn de belasting te dragen die door een wiel wordt uitgeoefend. Om die reden wordt bestrating toegepast: de stenen verdelen de wieldruk over een groter oppervlak zodat de ondergrond de krachten beter kan opvangen.

## Bruggen en dergelijken
Voor bruggen geldt een andere benadering. De constructie hiervan bestaat meestal uit in de lengte van de brug verlopende draagsteunen, waaroverheen een relatief lichte laag het brugdek vormt. Het brugdek wordt in de breedte van de brug ondersteund. Het dek moet het gewicht van de voertuigen naar de draagsteunen leiden. Hierbij is niet de kracht per wiel belangrijk, maar het totale gewicht dat door de brugdekondersteuning moet worden overgedragen aan de draagsteunen.

## Aslast bij spoorwegen
Bij spoorwegen vormt de aslast en het tonmetergewicht tezamen de beladingsklasse. Deze bepaalt of een wagen toegelaten is op een baanvak en met welke snelheid. Bij hogere aslasten gelden extra snelheidsbeperkingen als gevolg van beperkingen door kunstwerken of de bovenbouw (meestal bogen).